# رود ارو
رود ارو رودی است به River Lugg می‌ریزد. این رود از کشور بریتانیا می‌گذرد.